# Rejon Nowy Iskyr
Rejon Nowi Iskyr (bułg.: Район Нови Искър) – rejon w obwodzie miejskim Sofii, w Bułgarii. Populacja wynosi 26 200 mieszkańców.